# Автошлях Т 2530
Автошля́х Т 2530 — автомобільний шлях територіального значення у Чернігівській області. Пролягає територією Прилуцького, Варвинського, Срібнянського та Талалаївського районів через Прилуки — Варву — Срібне — Обухове. Загальна довжина — 75,5 км.

## Маршрут
Автошлях проходить через такі населені пункти:
| Автошлях Т 2527      |           |
| Чернігівська область |           |
| Прилуцький район     |           |
| Прилуки              | Р67Т 2524 |
| Івківці              |           |
| Ладан                |           |
| Варвинський район    |           |
| Журавка              | Т 2538    |
| Воскресенське        |           |
| Варва                | Т 2546    |
| Срібнянський район   |           |
| Дігтярі              |           |
| Гнатівка             |           |
| Гурбинці             |           |
| Поділ                |           |
| Срібне               | Н07       |
| Талалаївський район  |           |
| Юрківці              |           |
| Обухове              | Т 2515    |